# Cathay Williams
Cathay Williams, née en septembre 1844 et morte en 1892, est une soldate américaine qui a rejoint l'United States Army sous le nom de William Cathay. Elle est la première Afro-Américaine à s'être engagée dans l'armée, et la seule documentée à avoir servi dans l'armée américaine en se travestissant.

## Biographie
Cathay Williams naît à Independence (Missouri), fille d'un homme libre et d'une esclave, ce qui fait aussi d'elle une esclave. Pendant l'adolescence, elle est esclave de maison dans la plantation Johnson près de Jefferson City (Missouri). En 1861, au début de la Guerre de Sécession, les forces de l'Union occupent la ville. À cette époque, les esclaves capturées sont considérées comme des biens de contrebande par l'Union, et sont souvent obligées de rejoindre l'armée pour la soutenir en tant que cuisinières, blanchisseuses ou infirmières. À dix-sept ans, Williams rejoint le 8th Indiana Volunteer Infantry Regiment, dirigé par le colonel William Plummer Benton.

## Guerre de sécession
Pendant plusieurs années, Williams voyage avec le 8e régiment d'Indiana, accompagnant les soldats dans l'Arkansas, la Louisiane et la Géorgie. Elle est présente à la bataille de Pea Ridge et pendant la campagne de Red River. Elle est transférée vers Little Rock, où elle voit des soldats afro-américains en uniformes, ce qui pourrait l'avoir inspirée à rejoindre l'armée. Elle part ensuite à Washington, où elle sert sous les ordres par le général Philip Sheridan. À la fin de la guerre, elle travaille à Jefferson Barracks.
Les femmes n'ont pas le droit de devenir militaires, mais Cathay Williams rejoint l'armée régulière des États-Unis sous le pseudonyme de John Wiliams le 15 novembre 1866 à St. Louis, Missouri. Elle passe pour un homme et est enrôlée pour trois ans. Elle est affectée au 38e régiment d'infanterie après un court examen médical. Seules deux autres personnes sont au courant de cette dissimulation d'identité, son cousin et un ami, tous les deux soldats dans son régiment.
Peu après, dans le Nouveau-Mexique, Williams est atteinte de la variole et est hospitalisée. Probablement à cause des séquelles de la maladie, de la chaleur de la région, ou des effets de plusieurs années à servir l'armée, elle se fatigue très vite et est fréquemment hospitalisée. Un jour, le médecin découvre enfin qu'elle est une femme, et en informe le capitaine Charles E. Clarke, le commandant, qui la renvoie de l'armée, le 14 octobre 1868.

## Après la guerre
Elle devient cuisinière à Fort Union puis à Pueblo (Colorado). Elle se marie, mais son conjoint la quitte en volant son argent et ses chevaux. Elle le fait arrêter.
Elle part ensuite à Trinidad, toujours au Colorado, où elle vit de son activité de couturière, et peut-être en tenant un hôtel. C'est à cette époque que son histoire devient publique. Un reporter de St. Louis entend parler d'une femme afro-américaine qui aurait servi dans l'armée, et vient l'interviewer. Son histoire est publiée dans The St. Louis Daily Times le 2 janvier 1876.

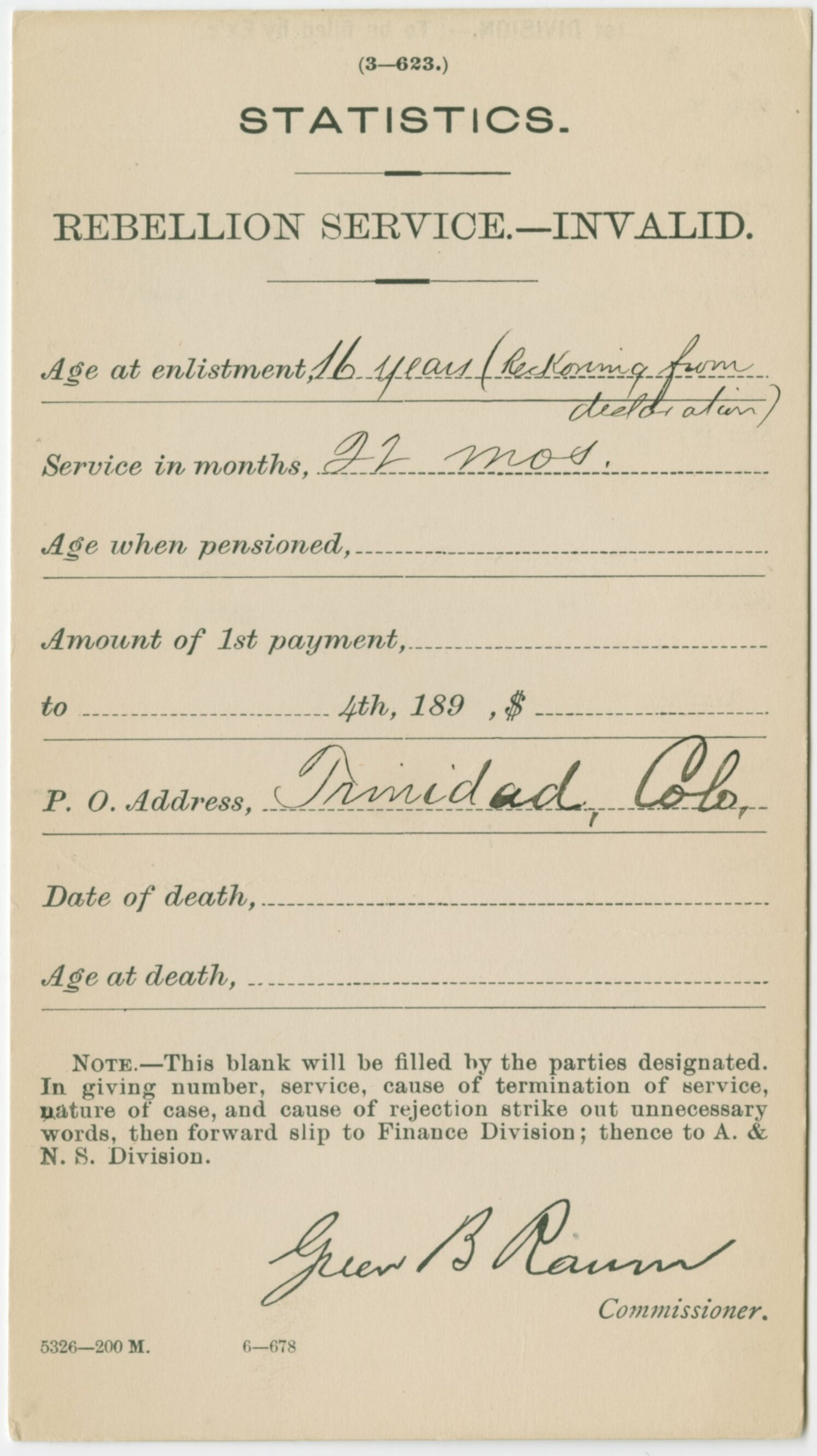
Demande de pension de Cathay Williams

Fin 1889 ou début 1890, Cathay Williams est hospitalisée un certain temps. En juin 1891, elle demande une pension d'ancien combattant pour son handicap, dont on ne connaît pas les détails à ce jour. D'autres femmes soldats ont déjà reçu des pensions : Deborah Sampson en 1816, Anna Maria Lane, et Mary Hayes McCauley (connue sous le nom Molly Pitcher) s'étaient travesties pendant la Guerre d'indépendance.
En septembre 1891, un médecin de l'armée l'examine . Il constate qu'elle souffre de névralgie et de diabète, que tous ses orteils ont été amputés et qu'elle ne peut marcher qu'avec une béquille. Il décide cependant qu'elle n'est pas éligible à une indemnité de handicap et rejette sa demande.
La date exacte de la mort de Williams est inconnue, mais elle est estimée à 1892. Son lieu de sépulture est inconnu : sa tombe n'a été marquée que d'un morceau de bois, détruit depuis.

## Postérité
En 2016, un buste en bronze de Cathay Williams entouré d'un petit jardin de roses est inauguré au Richard Allen Cultural Center de Leavenworth.